# Liste der Magistralstraßen in der SFR Jugoslawien

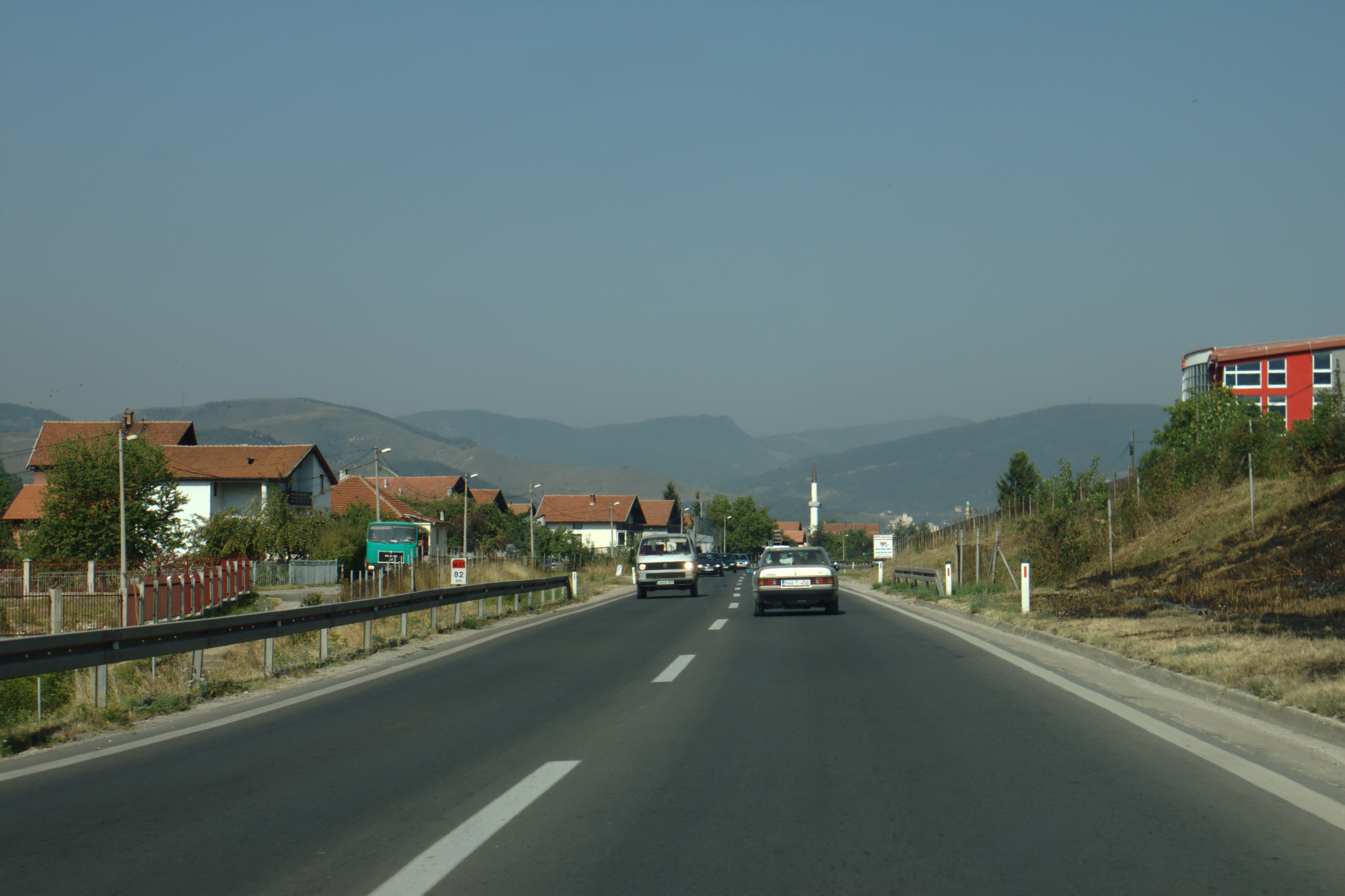
Magistralstraße 17 durch Zenica (Bosnien und Herzegowina)

Die Liste der Magistralstraßen in der SFR Jugoslawien gibt eine Übersicht über die 1987 in Jugoslawien in Kraft getretene Regelung für das System der Fernstraßen, das bis heute in Bosnien-Herzegowina, Mazedonien, im Kosovo (teilweise), Montenegro (nach einer Neunummerierung der Straßen de facto) immer noch gilt.

## Liste der Magistralstraßen
| Nr. / Bezeichnung | Von (West bzw. Nord)    | Via | Bis (Ost bzw. Süd)        | Länge in km                 | Bemerkungen                                              |
| ----------------- | ----------------------- | --- | ------------------------- | --------------------------- | -------------------------------------------------------- |
| M1                | Podkoren / Österreich   | Jesenice – Kranj – Ljubljana – Zagreb – Popovača – Belgrad – Niš – Skopje | Gevgelija / Griechenland  | 1188                        | Autoput Bratstva i jedinstva; Teil der Gastarbeiterroute |
| M2                | Škofije / Italien       | Koper – Pula – Rijeka – Maslenica – Split – Dubrovnik – Kotor – Tivat – Titograd – Titova Mitrovica – Skopje – Kumanovo – Kriva Palanka                                           | Deve Bair / Bulgarien     | 1211                        | größtenteils Adriatische Küstenstraße                    |
| M3                | Vič / Österreich        | Dravograd – Maribor – Ptuj – Varaždin – Koprivnica – Virovitica – Osijek – Bogojevo – Kula – Bečej – Miloševo – Kikinda                                                           | Nakovo / Rumänien         | 549                         |                                                          |
| M4                | Karteljevo              | Novo mesto – Metlika – Karlovac – Bosanski Novi – Banja Luka – Doboj – Tuzla – Međaš – Zvornik – Loznica – Valjevo – Lazarevac                                                    | Rgotina                   | ca. 830                     |                                                          |
| M5                | Senj                    | Otočac – Prijeboj – Ličko Petrovo Selo – Bihać – Jajce – Travnik – Sarajevo – Pale – Mesići – Ustiprača – Višegrad – Titovo Užice – Čačak – Kraljevo – Pojate – Paraćin – Zaječar | Vrška Čuka / Bulgarien    | 959                         |                                                          |
| M6                | Škofljica               | Pijava Gorica – Kočevje – Delnice – Otočac – Gospić – Gračac – Knin – Sinj – Imotski – Grude – Čapljina – Stolac – Ljubinje – Trebinje                                            | Nikšić                    | ca. 720                     |                                                          |
| M7                | Osijek                  | Vukovar – Bačka Palanka – Novi Sad – Zrenjanin – Žitište | Srpska Crnja / Rumänien   | 225                         |                                                          |
| M8                | Foča                    | Pljevlja – Prijepolje – Sjenica | Novi Pazar                |                             |                                                          |
| M9                | Kolašin                 | Andrijevica – Peć – Dolac – Priština – Leskovac – Vlasotince | Pirot                     | 384                         |                                                          |
| M10               | Šentilj / Österreich    | Maribor – Celje – Ljubljana – Postojna – Senožeče | Dekani                    | ca. 250                     |                                                          |
| M11               | Ptuj                    | Krapina – Zagreb – Karlovac – Rakovica – Bihać – Ripač – Donji Lapac – Donji Srb – Lička Kaldrma – Strmica – Knin                                                                 | Split                     | ca. 450                     |                                                          |
| M12               | Goričan / Ungarn        | Čakovec – Varaždin – Zagreb – Karlovac – Rijeka – Rupe | Kozina / Italien          | 363                         |                                                          |
| M13               | Karlovac                | Plitvice – Titova Korenica – Udbina – Gračac – Obrovac – Karin | Zadar                     | 241                         |                                                          |
| M14               | Bihać                   | Bosanska Krupa – Bosanski Novi – Bosanska Kostajnica – Draksenić – Jasenovac – Novska                                                                                             | Lipik                     | 162                         |                                                          |
| M15               | Bosanska Dubica         | Prijedor – Sanski Most – Ključ – Mlinište – Livno – Posušje | Imotski                   | 278                         |                                                          |
| M16               | Terezino Polje / Ungarn | Virovitica – Okučani – Klašnice – Banja Luka – Jajce – Donji Vakuf – Bugojno – Livno – Prisika                                                                                    | Split                     | ca. 465                     |                                                          |
| M17               | Kneževo / Ungarn        | Osijek – Đakovo – Bosanski Šamac – Doboj – Zenica – Sarajevo – Jablanica – Mostar – Metković                                                                                      | Opuzen                    | ca. 550                     |                                                          |
| M18               | Bački Breg / Ungarn     | Sombor – Bačka Palanka – Bijeljina – Tuzla – Kladanj – Vogošća – Dobro Polje – Brod na Drini – Nikšić – Titograd                                                                  | Rožaje / Albanien         | ca. 830                     |                                                          |
| M19               | Belgrad                 | Obrenovac – Šabac – Loznica – Banja Kovlijača – Šepak – Karakaj – Zvornik – Vlasenica – Han Pijesak – Podromanija                                                                 | Ljubogošta/Sarajevo       | 290                         |                                                          |
| M20               | Dubrovnik               | Bileća – Foča | Ustiprača                 | ca. 260                     |                                                          |
| M21               | Novi Sad                | Ruma – Šabac – Valjevo – Požega – Titovo Užice – Prijepolje – Bijelo Polje | Ribarevina                | 372                         |                                                          |
| M22               | Subotica / Ungarn       | Feketić – Novi Sad – Belgrad – Gornji Milanovac – Kraljevo – Novi Pazar | Ribarići                  | 480                         | Ibar-Magistrale                                          |
| M23               | Mali Požarevac          | Mladenovac – Kragujevac – Ravni Gaj | Mrčajevci                 | 117                         |                                                          |
| M24               | Subotica                | Čoka – Kikinda – Pančevo – Smederevo – Požarevac – Miloševa Kula – Negotin | Mokranje / Bulgarien      | 474                         |                                                          |
| M25               | Kladovo                 | Prahovo – Zaječar – Niš – Priština – Prizren | Žur / Albanien            | 420                         |                                                          |
| M26               | Skopje                  | Tetovo – Gostivar – Kičevo – Podmolje – Ohrid – Bitola – Kremenica | Medžitlija / Griechenland | 250                         |                                                          |
| M27               | Delčevo / Bulgarien     | Kočani – Štip – Titov Veles – Prilep | Bitola                    | 249                         |                                                          |
| M28               | Skopje                  | Štip – Strumica | Novo Selo / Bulgarien     | ca. 175                     |                                                          |
| M29               | Krvljevica              | Krk – Baška – Fähre – Lopar – Rab – Mišnjak – Fähre – Stara Novalja – Pag – Ražanac – Posedarje – Benkovac – Drniš – Blato na Cetini – Zagvozd – Prolog                           | Metković                  | ca. 433 (ohne Fährstrecken) |                                                          |

## Liste der Abzweigungen der Magistralstraßen
| Nr. / Bezeichnung | Von (West bzw. Nord)     | Via | Bis (Ost bzw. Süd)          |
| ----------------- | ------------------------ | --- | --------------------------- |
| M1.1              | Ljubelj / Österreich     | | Naklo                       |
| M1.2              | Rateče / Italien         | | Podkoren                    |
| M1.3              | Sesvete                  | Vrbovec – Bjelovar | Đurđevac                    |
| M1.4              | Popovača                 | Sisak | Žažina                      |
| M1.5              | Bjelovar                 | Veliki Zdenci – Garešnica                                                                                                   | Kutina                      |
| M1.6              | Našice                   | Slavonska Požega | Nova Gradiška               |
| M1.7              | Županja                  | | Vukovar                     |
| M1.8              | Županja                  | | Šićki Brod/Tuzla            |
| M1.9              | Belgrad                  | Pančevo – Uljma – Vršac | Vatin / Rumänien            |
| M1.10             | Ralja                    | | Smederevo                   |
| M1.11             | Batočina                 | | Kragujevac                  |
| M1.12             | Niš                      | Dimitrovgrad | Gradina / Bulgarien         |
| M1.13             | Vladičin Han             | Surdulica | Strezimirovci / Bulgarien   |
| M1.14             | Petrovac                 | | Skopje                      |
| M2.1              | Rijeka                   | Vranja – Lupoglav – Pazin                                                                                                   | Poreč                       |
| M2.2              | Maslenica                | Obrovac – Žegar – Ervenik                                                                                                   | Knin                        |
| M2.3              | Titograd                 | Cetinje | Budva                       |
| M2.4              | Petrovac                 | Ulcinj | Sukobić / Albanien          |
| M3.1              | Varaždin                 | Ivanec – Golubovac | Velika Vas                  |
| M3.2              | Gola / Ungarn            | Koprivnica – Križevci | Vrbovec                     |
| M3.3              | Slovenska Bistrica       | | Hajdina                     |
| M4.1              | Novo mesto               | | Mečkovac                    |
| M4.2              | Vojnić                   | Velika Kladuša – Cazin | Srbljani                    |
| M4.3              | Sisak                    | Petrinja | Glina                       |
| M6.1              | Sučevići                 | Donji Srb – Lička Kaldrma – Bosansko Grahovo – Livno – Posušje – Mostar – Nevesinje                                         | Gacko                       |
| M7.1              | Zrenjanin                | Sečanj – Plandište – Vršac – Bela Crkva                                                                                     | Kaluđerovo / Rumänien       |
| M9.1              | Dolac                    | Hromovik – Đakovica | Ponoševac / Albanien        |
| M10.1             | Maribor                  | Murska Sobota | Lendava                     |
| M10.2             | Gornja Radgona (Zentrum) | | Gornja Radgona / Österreich |
| M10.3             | Celje                    | | Krško                       |
| M10.4             | Postojna                 | Rupe | Rijeka                      |
| M10.5             | Razdrto                  | Ajdovščina | Nova Gorica                 |
| M10.6             | Senožeče                 | | Sežana / Italien            |
| M10.7             | Rateče / Italien         | | Podkoren                    |
| M10.8             | Dravograd                | Titovo Velenje – Arja Vas – Celje – Šentjur – Šmarje – Rogaška Slatina                                                      | Đurmanec                    |
| M10.9             | Črnuče/Ljubljana         | Litija – Zagorje | Zidani Most                 |
| M10.10            | Robič / Italien          | Kobarid – Tolmin – Idrija                                                                                                   | Kalce                       |
| M11.1             | Gubaševo                 | | Kumrovec                    |
| M11.2             | Knin                     | | Šibenik                     |
| M12.1             | Čakovec                  | Lendava | Dolga Vas / Ungarn          |
| M12.2             | Zagreb                   | Žažina – Petrinja | Kostajnica                  |
| M12.3             | Duga Resa                | Josipdol – Modruš | Jezerane                    |
| M14.1             | Draksenić                | Bosanska Gradiška – Nova Topola – Srbac – Derventa – Bosanski Brod – Odžak – Modriča – Gradačac – Brčko – Bijeljina – Šepak | Loznica                     |
| M14.2             | Bosanska Krupa           | Krnjeuša – Vođevica – Bosanski Petrovac – Titov Drvar – Bosansko Grahovo – Strmica                                          | Knin                        |
| M16.1             | Klašnice                 | Prnjavor | Derventa                    |
| M16.2             | Bugojno                  | | Jablanica                   |
| M16.3             | Prisika                  | Aržano – Cista – Provo – Šestanovci                                                                                         | Dubci                       |
| M16.4             | Bugojno                  | Pucarevo | Nević Polje                 |
| M17.1             | Kelebija / Ungarn        | Subotica – Sombor – Bezdan                                                                                                  | Bilje                       |
| M17.2             | Donji Mihojlac / Ungarn  | | Podkoren                    |
| M17.3             | Buna                     | Radimlje – Masline – Stolac – Hutovo                                                                                        | Neum                        |
| M18.1             | Bačka Palanka            | Ilok – Šid | Adaševci                    |
| M19.1             | Karakaj                  | Mali Zvornik – Ljubovija – Bajina Bašta                                                                                     | Titovo Užice                |
| M19.2             | Vlasenica                | | Kladanj                     |
| M19.3             | Podromanija/Sokolac      | Rogatica | Mesići                      |
| M21.1             | Požega                   | Arilje – Ivanjica – Buk – Kumanica – Brnjica – Štavalj – Tuzinje                                                            | Boljare                     |
| M22.1             | Horgoš / Ungarn          | Subotica – Bačka Topola – Srbobran – Novi Sad – Inđija – Stara Pazova – Batajnica                                           | Belgrad                     |
| M22.2             | Inđija                   | | Maradik                     |
| M22.3             | Raška                    | | Titova Mitrovica            |
| M23.1             | Ravni Gaj                | | Kraljevo                    |
| M24.1             | Ečka                     | Perlez – Krnjača | Belgrad                     |
| M25.1             | Kladovo                  | Golubac | Požarevac                   |
| M25.2             | Priština                 | Gnjilane | Preševo                     |
| M25.3             | Štimlje                  | Uroševac – Gnjilane | Bujanovac                   |
| M26.1             | Trebenište               | Struga | Čafasan / Albanien          |